# Michał Spisak
Michał Spisak (ur. 14 września 1914 w Dąbrowie Górniczej, zm. 28 stycznia 1965 w Paryżu) – polski kompozytor głównie utworów instrumentalnych, stanowiących przykład neoklasycyzmu.

## Życiorys
Jako dziecko został dotknięty chorobą Heinego-Medina, która na całe życie naznaczyła go kalectwem. Pierwsze lekcje gry na skrzypcach pobierał w mieście rodzinnym, profesjonalną edukację odebrał w Szkole Muzycznej im. M. Karłowicza w Warszawie. Wyjazd do Warszawy miał także dodatkowy wymiar – ojciec Spisaka borykał się z poważnym problemem alkoholowym i matka chciała oszczędzić synowi dojrzewania w trudnych warunkach.
O początkowym etapie edukacji młodego Spisaka wiadomo niewiele. Muzyka musiała go jednak na tyle zafascynować, że zdecydował się podjąć studia muzyczne. Mając szesnaście lat powrócił w rodzinne strony i w 1930 roku rozpoczął naukę w Śląskim Konserwatorium Muzycznym w Katowicach w zakresie kompozycji i gry na skrzypcach. Podczas studiów cieszył się opinią zdolnego skrzypka (mimo swojej niepełnosprawności wykonywał tak trudne utwory jak np. Mity Karola Szymanowskiego) oraz dobrze zapowiadającego się kompozytora. Ambitny i zdolny student nie był szczególnie zadowolony z zajęć kompozycji u Aleksandra Brachockiego, pobierał więc również prywatne lekcje u Kazimierza Sikorskiego. W latach 1936–1937 jeździł więc regularnie do Warszawy na spotkania z profesorem – i to właśnie jego uważał później za „właściwego” przewodnika po kompozycji okresu studiów. Po ukończeniu Konserwatorium z wynikiem bardzo dobrym z odznaczeniem, Spisak dostał stypendium Śląskiego Towarzystwa Muzycznego na studia kompozytorskie w Paryżu. Fakt ten wpłynął na całe jego przyszłe życie – wyjeżdżając w 1937 roku z Polski, nie przypuszczał, że Francja stanie się jego drugą ojczyzną, w której pozostanie do końca życia.

### Emigracja
Po wybuchu II wojny światowej kompozytor przeniósł się w 1940 roku do Grenoble, a następnie do Voiron – niewielkiej miejscowości na południu Francji. Jeszcze przed wojną rozpoczął działalność w Stowarzyszeniu Młodych Muzyków Polaków w Paryżu, w 1939 roku zostając jego wiceprezesem, a od 1950 roku prezesem. Po wojnie i powrocie do Paryża ożenił się w 1955 roku z Francuzką Andrée Thibault, która była ważnym wsparciem w trudnych dla kompozytora chwilach. Na emigracji Spisak zaangażował się w popularyzację muzyki polskiej we Francji organizując koncerty, biorąc udział w dyskusjach dotyczących problemów polskiej kultury muzycznej oraz stwarzając otwarty dla swoich rodaków dom oraz oferując im pomoc. Utrzymywał stałe kontakty z krajem: w roku 1947 został członkiem Związku Kompozytorów Polskich, regularnie korespondował z przyjaciółmi, m.in. z Grażyną Bacewicz, Stefanem Jarocińskim, Eugenią Umińską, wydawał swoje utwory w Polskim Wydawnictwie Muzycznym, a od 1956 regularnie bywał na „Warszawskiej Jesieni”. Pomimo niesprzyjającej sytuacji politycznej aż do śmierci nie stracił więzi z Polską. Pochowany został na Cmentarzu Montmartre. W roku 2011 pośmiertnie otrzymał tytuł „Honorowy Obywatel Miasta Dąbrowy Górniczej”.

## Twórczość
W Konserwatorium Paryskim rozpoczął edukację pod okiem słynnej pedagog – Nadii Boulanger. Zyskał jej uznanie dla swego talentu, od niej także przejął zainteresowanie twórczością Igora Strawińskiego sprzed okresu dodekafonii. Studia u Boulanger i pobyt we Francji wywarły znaczący wpływu na jego język muzyczny. Był jednym z czołowych przedstawicieli kierunku neoklasycyzmu w muzyce polskiej. Od połowy lat 50. borykał się z kłopotami zdrowotnymi, które często uniemożliwiały mu pracę twórczą. Mimo rosnącego uznania w Polsce i Europie – kompozytor miał również problemy finansowe. Sytuacja ta źle wpłynęła na jego kondycję psychiczną. Od początku lat 60. właściwie zaprzestał komponowania. Ostatni wysiłek podjął przyjeżdżając na „Warszawską Jesień” w roku 1964. W 2005 roku – w 40. rocznicę śmierci Michała Spisaka – odbył się w Dąbrowie Górniczej Festiwal, a rok później I Ogólnopolski Konkurs Muzyczny jego imienia. W 2007 roku konkurs ten zyskał miano Międzynarodowego Konkursu Muzycznego im. Michała Spisaka. Jego kompozycje zostały wydane w Polsce, Francji, Wielkiej Brytanii i Austrii. Aktualnie utwory Spisaka publikuje wydawnictwo Euterpe.

## Kompozycje
| Tytuł kompozycji                                                                        | Rok powstania | Wydawnictwo    |
| --------------------------------------------------------------------------------------- | ------------- | -------------- |
| Utwory na instrumenty solo                                                              |               |                |
| Humoreska na fortepian                                                                  | 1943          | Euterpe        |
| Suita na fortepian lub klawesyn                                                         | 1943          | Euterpe        |
|                                                                                         |               |                |
| Muzyka kameralna                                                                        |               |                |
| Dwa kaprysy na skrzypce i fortepian                                                     | 1937          |                |
| Kwartet na obój, 2 klarnety i fagot                                                     | 1938          |                |
| Koncert na 2 fortepiany                                                                 | 1942          |                |
| Sonatina na obój, klarnet i fagot                                                       | 1946          | Euterpe        |
| Sonata na skrzypce i fortepian                                                          | 1946          |                |
| Kwintet na flet, obój, klarnet, róg i fagot                                             | 1948          | Euterpe        |
| Duetto concertante na altówkę i fagot                                                   | 1949          | Ricordi Paris  |
| Muzyka lekka nr 2 – Suita na 2 skrzypiec, wiolonczelę, kontrabas i fortepian            | 1951          |                |
| Kwartet smyczkowy                                                                       | 1953          |                |
| Suita na 2 skrzypiec                                                                    | 1958          |                |
| Suita na 2 altówki (transkrypcja Suity na 2 skrzypiec)                                  | 1959          |                |
| Improvvisazione na skrzypce i fortepian                                                 | 1962          | Euterpe        |
|                                                                                         |               |                |
| Utwory orkiestrowe                                                                      |               |                |
| Serenada na orkiestrę                                                                   | 1939          | Universal      |
| Concertino na orkiestrę smyczkową                                                       | 1942          | Euterpe        |
| Aubade na małą orkiestrę                                                                | 1942          | Euterpe        |
| Toccata na orkiestrę                                                                    | 1942          | Euterpe        |
| Allegro de Voiron na orkiestrę                                                          | 1943-1957     | Euterpe        |
| Suita na orkiestrę smyczkową                                                            | 1945          | Euterpe        |
| Symfonia koncertująca nr 1                                                              | 1947          | Euterpe        |
| Trzy miniatury na małą orkiestrę                                                        | 1949          | Euterpe        |
| Etiudy na orkiestrę smyczkową                                                           | 1950          |                |
| Etiudy na zespoły skrzypcowe                                                            | 1951          |                |
| Muzyka lekka nr 1 – Divertimento na orkiestrę                                           | 1950          | Euterpe        |
| Symfonia koncertująca nr 2 na orkiestrę                                                 | 1956          | Euterpe        |
| Concerto giocoso na orkiestrę kameralną                                                 | 1957          | Alphonse Leduc |
|                                                                                         |               |                |
| Utwory na instrumenty solowe z towarzyszeniem orkiestry                                 |               |                |
| Concertino na klarnet i orkiestrę                                                       | 1941          | Euterpe        |
| Koncert na fagot i orkiestrę                                                            | 1944          | Ricordi Paris  |
| Koncert na fortepian i orkiestrę                                                        | 1947          | Euterpe        |
| Divertimento na 2 fortepiany i orkiestrę                                                | 1948          | Euterpe        |
| Sonata na skrzypce i orkiestrę                                                          | 1950          | Euterpe        |
| Concertino na puzon i orkiestrę                                                         | 1951          | Alphonse Leduc |
| Andante i Allegro na skrzypce i orkiestrę smyczkową                                     | 1954          | Euterpe        |
|                                                                                         |               |                |
| Utwory wokalne                                                                          |               |                |
| Msza na Boże Narodzenie na chór a cappella                                              | 1953          |                |
| Pędrek wyrzutek kantata na sopran chłopięcy, bas, recytatora, chór chłopięcy i mieszany | 1962          |                |
|                                                                                         |               |                |
| Utwory wokalno-instrumentalne                                                           |               |                |
| Dwa psalmy na chór mieszany i orkiestrę                                                 | 1938          |                |
| Hymn na chór mieszany i orkiestrę                                                       | 1947          |                |
| Trzy preludia na sopran i flet                                                          | 1953          | Euterpe        |
| Hymn Olimpijski na chór mieszany i orkiestrę                                            | 1955          | Ricordi Paris  |

## Nagrody
Zwycięzca wielu nagród na konkursach międzynarodowych, m.in. w 1953 Premier Grand Prix na Międzynarodowym Konkursie Kompozytorskim im. Królowej Elżbiety w Brukseli za napisaną jeszcze w 1939 roku Serenadę na orkiestrę oraz w 1957 pierwszej nagrody, tym razem za Concerto giocoso na orkiestrę kameralną. W 1955 roku laureat Międzynarodowego Konkursu na Oficjalny Hymn Olimpijski – jego Hymne Olimpique został wybrany spośród 392 partytur i wykonany podczas otwarcia VII Zimowych Igrzysk Olimpijskich w Cortina d’Ampezzo i na Igrzyskach XVI Olimpiady w Melbourne w 1956 roku. W 1964 otrzymał  nagrodę Związku Kompozytorów Polskich za całokształt twórczości.